# Ford LTD Crown Victoria
Cet article concerne la gamme de modèles de 1980-1991. Pour le modèle de voiture au détail de 1992 à 2012, voir Ford Crown Victoria. Pour la version utilisée par les forces de l'ordre, voir Ford Crown Victoria Police Interceptor.
La Ford LTD Crown Victoria est une gamme de voitures full-size qui a été fabriquée et commercialisée par Ford pour l'Amérique du Nord. Introduite en tant que produit phare de la gamme de modèles Ford LTD pour l'année modèle 1980, une seule génération a été produite jusqu'à l'année modèle 1991. Tout au long de sa production, la LTD Crown Victoria a été commercialisée en tant qu'homologue Ford de la Mercury Grand Marquis. La gamme de modèles était proposée en version berline deux et quatre portes, aux côtés du break à grain de bois Ford LTD Country Squire (un break LTD Crown Victoria sans boiseries était également proposé).
Pour 1983, dans le cadre d'une révision dans les trois divisions de Ford, la LTD et la LTD Crown Victoria sont devenues des gammes de modèles distinctes, cette dernière devenant la seule gamme de berlines full-size de Ford.
Pour 1992, la gamme de modèles a subi une refonte complète. En mettant fin à l'utilisation du préfixe LTD, la berline est devenue la Ford Crown Victoria; le break Country Squire a été abandonné au profit d'autres styles de véhicules familiaux. De 1979 à 1985, la LTD Crown Victoria était produite par St. Louis Assembly à Hazelwood (Missouri). En 1985, Ford a transféré la production à St. Thomas Assembly à Southwold, en Ontario, où les véhicules full-size de Ford et Mercury étaient assemblés jusqu'en 2011.

## Aperçu
Pour 1980, Ford a réintroduit la plaque signalétique Crown Victoria en tant que finition de luxe pour la toute nouvelle Ford LTD, en remplacement de la LTD Landau. Tirant son nom de la Ford Fairlane Crown Victoria de 1955 à 1956, la LTD Crown Victoria empruntait une caractéristique stylistique distinctive à son homologue Fairlane: une bande de style targa sur le toit au sommet des montants B. Pour la Fairlane, la bande était chromée et brillante; pour moderniser son apparence, la LTD Crown Victoria a adopté une bande en aluminium brossé.
Comme dans le style landaulet de la Lincoln Town Car, la LTD Crown Victoria était équipée d'un toit en vinyle rembourré sur la demi-longueur, avec la bande en aluminium brossé recouvrant les montants B (à la place des «lampes de voiture» de la Mercury Grand Marquis). Dans le style de la Ford LTD originale de 1965, la LTD Crown Victoria présentait un ornement de capot de style «crête». La première fois que Ford a utilisé «Victoria» comme convention de dénomination, c'était en 1932 sur les coupés 2 portes Ford Victoria et Lincoln Victoria.
Comme pour la LTD de génération précédente, la LTD Crown Victoria était en concurrence directe contre la Chevrolet Caprice et la Pontiac Bonneville (toutes deux réduites en 1977). Initialement prévue pour être remplacée par la Ford Taurus au début des années 1980, la gamme de modèles a connu relativement peu de changements tout au long de sa production. Au fur et à mesure que la décennie avançait, les préoccupations concernant la consommation de carburant se sont atténuées, ce qui a permis de développer davantage les voitures full-size. Pour 1988 et 1990, la LTD Crown Victoria a connu un certain nombre de révisions et de mises à jour. Au début de 1991, la Ford Crown Victoria redessinée a été introduite en remplacement, ce qui a marqué la fin de la plaque signalétique Ford LTD en Amérique du Nord.

### Châssis
La Ford LTD Crown Victoria utilise l'architecture de la plate-forme Panther à propulsion arrière de Ford. Dans le cadre d'une réduction importante par rapport à la LTD Brougham / Landau de 1973-1978, la LTD Crown Victoria a perdu 18 pouces de longueur et près de 1000 livres de poids à vide. Bien que beaucoup plus petite que sa prédécesseur, la LTD Crown Victoria reprendrait la conception de suspension de base de sa prédécesseur, avec une suspension d'essieu arrière en direct et une suspension avant indépendante à double triangulation. Les freins avaient une configuration à disque ventilé / tambour arrière.
Lors de son introduction en 1980, la LTD Crown Victoria était produite avec les deux plus petites cylindrées de moteur auparavant disponibles sur la LTD, les V8 Windsor de 4,9 L (commercialisé par Ford sous le nom de «5,0») et de 5,8 L. Dans l'intérêt de l'économie de carburant et de la réglementation CAFE, le V8 460 a été déplacé pour une utilisation dans les camions tandis que le V8 400 a été complètement abandonné.
En 1981, Ford prendrait des mesures pour encore augmenter l'économie de carburant de ses voitures full-size. De la Lincoln Continental / Mark VI, toutes les voitures à plate-forme Panther ont reçu la transmission automatique AOD à 4 vitesses avec surmultiplication, remplaçant toutes les anciennes transmissions automatiques à 3 vitesses. La gamme de moteurs a été révisée: le V8 de 5,8 L était exclusivement réservé aux ventes des flottes (police), avec une version de 4,2 L et 120 ch (89 kW) du V8 de 4,9 L devenant le nouveau moteur de base. Le V8 de 4,9 L a connu des changements majeurs, le carburateur étant remplacé par une «injection centrale électronique». Contrairement aux concurrentes de General Motors et Chrysler, la LTD Crown Victoria était exclusivement vendue avec un moteur V8.
Alors que la LTD Crown Victoria est devenue une gamme de modèle autonome pour l'année modèle 1983, le V8 de 4,2 L a été complètement abandonné, laissant le V8 de 5.0 comme seul moteur disponible sur les modèles américains avec un moteur V8 de 5,8 à carburateur également disponible, mais uniquement sur les modèles d'utilisation des flottes, en particulier les voitures de police, (au Canada cependant, le moteur de 5.8L est resté disponible en option sur les modèles civils jusqu'en 1991). Pour 1986, le système d'injection de carburant (qui s'est avéré avoir des problèmes de maniabilité) a été remplacé par un système d'injection de carburant «Sequential-Fire» à plusieurs ports avec une prise d'air redessinée; le système était basé sur un ordinateur Ford EEC-IV compatible avec OBD-1.
À la fin de sa production en 1991, la LTD Crown Victoria était produite avec le V8 de 5,0 L. Bien qu'une option (rare) sur la Mercury Grand Marquis, les ventes du V8 de 5,8 litres (avec un carburateur Ford 7200 à venturi variable) étaient limitées aux flottes, la plupart étant vendues dans le cadre de la finition Police de Ford. Les voitures à plate-forme Panther de 1991 avec le moteur de 5.8 L étaient les dernières voitures américaines vendues avec un moteur à carburateur.

### Carrosserie
Lors de son introduction en 1980, la Ford LTD Crown Victoria était produite dans des configurations de carrosserie berline deux et quatre portes. Comme pour la LTD standard, la LTD Crown Victoria était produite avec une carrosserie avant à quatre phares. Semblable à la Ford Mustang de 1979, la voiture avait la disposition des phares à quatre yeux sur le devant. C'était l'une des dernières voitures "aux yeux" classiques jamais fabriquées. Pour 1983, l'extérieur a reçu une mise à jour mineure, avec une calandre de style "caisse à œufs" redessinée, ajoutant également le logo Ovale Bleu de Ford; les feux arrière ont vu une mise à jour mineure car le script LTD en a été supprimé. Pour 1980, le coupé a assumé le rôle de coupé full-size lorsque la Thunderbird a été réduite et partageait son châssis avec la plus petite Mustang.
Pour l'année modèle 1988, la LTD Crown Victoria a vu une révision à l'extérieur et à l'intérieur. Dans le but de moderniser l'extérieur et d'améliorer son aérodynamisme, les bords des ailes avant et arrière ont été arrondis. La conception des pare-chocs a été mise à jour pour mieux intégrer les coins dans les ailes (elle a conservé la disposition des phares à quatre yeux). La conception du couvercle du coffre a été modifiée pour s'adapter aux groupes de feux arrière enveloppants tandis que les clignotants avant et les feux de stationnement ont été intégrés dans un seul groupe avec les quadruples phares. La calandre a été repensée depuis le style caisse à œufs vers un style cascade (un design distinct de celui utilisé par Mercury) avec le logo Ovale Bleu de Ford centré. L'intérieur a été mis à jour avec de nouveaux sièges avant et arrière. En 1987, Ford a vendu 5 527 berlines deux portes (contre 105 789 berlines quatre portes); en raison de la baisse des ventes de ce style de carrosserie, le deux portes n'a pas été inclus dans le lifting, faisant du coupé de 1979-87 un objet de collection mineur.
En 1990, l'intérieur a de nouveau subi des changements majeurs lorsque le tableau de bord de la LTD Crown Victoria a été redessiné. Presque identique à celui de la Grand Marquis, le nouvel intérieur est doté en équipement de série d'un airbag côté conducteur. Pour rationaliser les coûts de production et augmenter son attrait après 11 ans, la liste des équipements de série de la LTD Crown Victoria a ajouté de nombreuses fonctionnalités auparavant optionnelles, notamment la climatisation, qui a été rendue standard en 1987, les vitres et les verrous électriques, la direction inclinable et les phares automatiques (AutoLamp). Pour 1991, la LTD Crown Victoria a subi un changement extérieur mineur, les lentilles des feux de stationnement étant passées de couleur ambre à claire.

### Finition
De 1980 à 1982, la LTD Crown Victoria existait en tant que finition dans la gamme LTD. Comme Ford a fait de la LTD Crown Victoria une gamme de modèles autonome, elle a hérité de la même gamme de finitions que la Ford LTD full-size.
En tant que modèle de base restreint pour les flottes et les ventes à la police, la LTD Crown Victoria "S" était disponible, avec l'un ou l'autre moteur V8. Distingué par sa suppression de toit en vinyle, ses roues en acier et ses enjoliveurs brillants, et son manque de bande de toit chromée (un toit en vinyle non rembourré était une option), le modèle S était équipé de très peu de fonctionnalités, telles qu'une banquette en vinyle, un capot avec ornements supprimés, fenêtres et serrures manuelles et radio AM (radios améliorées moyennant des frais supplémentaires). Bien que principalement vendue aux flottes (en particulier à la police et aux taxis), la LTD Crown Victoria S était également vendue au grand public, car la version break était également disponible dans ce niveau de finition (la seule variante de LTD Crown Victoria avec ce niveau de finition disponible pour le public général).
La LTD Crown Victoria standard était destinée aux marchés de détail, avec le moteur V8 de 5,0 litres de série. En plus du toit en vinyle rembourré de style landau avec des garnitures de style targa et des enjoliveurs de style fil de fer, le modèle comportait un tapis complet, une banquette en tissu inclinable et une radio AM / FM.
Au-dessus de la LTD Crown Victoria standard, Ford proposait une finition Luxury Interior et en 1986, la finition optionnelle est devenue la LTD Crown Victoria LX. Dotée de sièges en tissu à banquette divisée, l'option comprenait un tapis intérieur amélioré, une isolation phonique supplémentaire et des fonctions électriques et des systèmes stéréo améliorés. À l'extérieur de la LX, l'option se distinguait par des feux de clignotant, une peinture bicolore et des jantes en alliage d'aluminium.

## Variantes

### Break
Voir aussi: Ford Country Squire
De 1979 à 1991, un break a été produit aux côtés de la berline quatre portes dans le cadre de la gamme des voitures full-size. Taillé à peu près de la même manière que la LTD Landau (par la suite LTD Crown Victoria et Crown Victoria LX), le Country Squire à panneaux de bois représentait la majorité des ventes; un break LTD Crown Victoria sans les côtés en bois était disponible en version deluxe ainsi qu'en version de base "S".
Comme son prédécesseur, le break était équipé d'un hayon à double charnière; il s'ouvrait à la fois vers le bas comme le hayon d'un pick-up ou s'ouvrait sur le côté. Également de série, une galerie de toit et deux sièges face à face dans la zone de chargement latérale, augmentant la capacité de sièges à huit (sauf dans la finition "S", qui manquait de ces accessoires). Alors que la demande de véhicules familiaux à la fin des années 80 et au début des années 90 était passée des grands breaks aux monospaces, aux fourgonnettes full-size et (plus tard) aux véhicules utilitaires sportifs, les ventes du grand break Ford ont rapidement diminué; seulement 3 865 breaks ont été vendus en 1991. Pour la refonte de la Crown Victoria de l'année modèle 1992, le break a été retiré de la gamme de modèles.

### Utilisation des flottes
Utilisé principalement pour les marchés de la police, des taxis et des autres flottes, la LTD Crown Victoria S a été vendu aux flottes tout au long de sa production. Appelé P72 en interne, la LTD Crown Victoria S était taillée séparément d'une LTD Crown Victoria standard, supprimant de nombreuses fonctionnalités pratiques. Mécaniquement, la P72 était la seule version disponible avec le V8 de 5,8 litres après 1980 aux États-Unis.

## Production
| Année | Production totale                   |
| ----- | ----------------------------------- |
| 1979  | 356,535 (116,913)                   |
| 1980  | 141,292 (29,687 LTD Crown Victoria) |
| 1981  | 132,363 (50,200 LTD Crown Victoria) |
| 1982  | 128,053 (50,692 LTD Crown Victoria) |
| 1983  | 113,616                             |
| 1984  | 173,489                             |
| 1985  | 185,437                             |
| 1986  | 124,037                             |
| 1987  | 128,878                             |
| 1988  | 125,189                             |
| 1989  | 134,103                             |
| 1990  | 77,395                              |
| 1991  | 82,433                              |
| Total | 1,902,820                           |